# جان بورغو
جان بورجوين (1913 - 1991)، هو مصور سينمائي فرنسي. حصل على جائزة الأوسكار لأفضل تصوير سينمائي عن فيلم الحرب أطول يوم عام 1962.

## روابط خارجية
جان بورغو على موقع IMDb (الإنجليزية)
- جان بورغو على موقع ألو سيني (الفرنسية)
- جان بورغو على موقع أول موفي (الإنجليزية)
- جان بورغو على موقع قاعدة بيانات الأفلام السويدية (السويدية)
- جان بورغو على موقع قاعدة بيانات الفيلم (الإنجليزية)
- جان بورغو على موقع كينوبويسك (الروسية)